# Fran Sheehan
Fran Sheehan (Boston, 26 marzo 1949) è un bassista statunitense.
È famoso per essere stato il bassista dei Boston.

## Discografia

### Con i Boston
- 1976 - Boston
- 1978 - Don't Look Back